# 吳性成
吳性成，字近之，號復齋，山西灵石人，清朝政治人物。进士出身。

## 生平
官甘肅會寧縣知縣。同治四年（1865年），擔任清朝廣州府南海縣知縣。